# ぶるまほげろー
ぶるまほげろーは、日本の漫画家、ゲームクリエイター。男性。別名義（別表記）にぶるマほげろー（「マ」のみ片仮名）がある。
大阪芸術大学芸術学部卒業。在学中は漫画アニメーションサークルに所属。
デビュー前は雑誌モデルグラフィックス誌の連載企画『ガンダム・センチネル』の読者コーナーにMS少女のイラストを投稿する常連であった。投稿時のペンネームを何度か変えながら（「ほげろー」が付くのは共通していた）最終的に現在のものとなった。

## 作品リスト

### 漫画作品
- Gファイト 機動戦士Gガンダムパロディ傑作集（1995年1月）
- 私立ガンダム学園（1995年12月、主婦の友社）  ISBN 978-4073040422
- ちゅるるんファウンテン（1997年4月、2000年6月）
- ほにゃほにゃれでぃGOGO!（1997年11月）
- こねこねファンシア（2001年2月）
- To Heart（2002年5月）
- 凌辱学園 〜部活調教恥獄責め〜（2006年6月、メディアックス） ISBN 978-4862010179
- ブるぶシ
- 夢現砂楼 瓶詰めの地獄
- はっと! ぎゃる〜しょん
- ブリブラ☆コックロちゃん（もえよんにて連載）

### ゲーム関係
- こみっくろーど（キャラクターデザイン）
- 凌辱学園〜部活調教恥獄責め〜（原画）
- 秘女一夜（原画サポート）